# Zwarte Pol
Zwarte Pol is een Belgisch bier van hoge gisting.
Het bier wordt gebrouwen in Brouwerij Inter-Pol te Mont, een deelgemeente van Houffalize in de vallei van Achouffe.
Het is een zwart bier, type mild stout met een alcoholpercentage van 6,5%